# Andrej Brandt
Andrej Brandt (geb. vor 1965) ist ein deutscher Synchronsprecher. Der Sohn von Synchronsprecher Rainer Brandt und Ursula Heyer wurde als Synchronsprecher des Sergeant Andrew Carter in der US-Serie Ein Käfig voller Helden bekannt. Wenig später sprach er auch den Cpl. Walter „Radar“ O’Reilly aus der US-Serie M*A*S*H. Er synchronisierte seitdem in mehreren Filmen und Serien und arbeitet außerdem erfolgreich als Kameramann (Die Putzfraueninsel u. a.) und Fotograf. Nach einigen Jahren in Miami lebt er jetzt in Südafrika.

## Sprechrollen (Filme)
- 1971 Roy Snart (als Paul) in Die tollkühne Hexe in ihrem fliegenden Bett
- 1973 Charles Herbert (als Philippe) in Die Fliege [2. Synchro (TV 1973)]
- 1990 Bradley Gregg (als Cody Culp) in Die Klasse von 1999
- 1991 Patrick Dempsey (als Charlie Farrow) in Run – Lauf um dein Leben
- 1991 Brett Rickaby (als Punk) in Keiner kommt hier lebend raus

## Sprechrollen (Serien)
- Larry Hovis (als Sergeant Andrew Carter) in Ein Käfig voller Helden (1965–1971) [2. Synchro] in Staffel 1–6
- Gary Burghoff (als Cpl. Walter 'Radar' O’Reilly (1. Stimme)) in M*A*S*H (1972–1983)
- Bruce Boxleitner (als Kenneth Andrew Cam Faraday) in Hawaii Fünf-Null (1968–1980) in Episode „Die Geisel in der Kapsel“ (Staffel 7)
- Jan Ohlsson (als Michel Svensson) in Michel aus Lönneberga (1974)
- De’voreaux White (als Darvell Keyes) in Stingray (1986–1987) in Episode „12“ (Staffel 2)
- Marc Riffon (als Brian Popko) in Parker Lewis – Der Coole von der Schule (1990–1993) in Episode „05“ (Staffel 2)
- Robert Bauer (als Jordan) in Küss mich, Kleiner! (1992–1993)[2]

## Weitere Rollen
In weiteren Haupt- und Nebenrollen sprach er „Das Abwehrsystem“, einen Chromosomenhersteller in Es war einmal das Leben, den Maulwurf in Bogus, einen Zwerg in Schneewittchen und die 7 Zwerge, einen Autoverkäufer in Garfield und seine Freunde, den Fußballkapitän in The Champions, einen Flugsaurier in Die Astro-Dinos, einen kleinen Chinesen in Volldampf voraus und Visatmon in Digimon. In Ein Käfig voller Helden spricht er außerdem als zweite Rolle einen Hoteldirektor. In Perry Mason kehrt zurück spricht er den Staatsanwalt.